# Neverwas - La favola che non c'è
Neverwas - La favola che non c'è (Neverwas) è un film del 2005 diretto da Joshua Michael Stern, con Ian McKellen, Aaron Eckhart e Nick Nolte.

## Trama
Zachary Riley è uno psichiatra che torna al paese natale per lavorare nell'istituto psichiatrico dove era stato rinchiuso il padre, T.L. Pierson, famoso autore di storie per bambini. Tra i pazienti dell'istituto, Zach incontra Gabriel Finch, che sembra essere coinvolto nel mondo di fantasia delle storie scritte dal padre. Grazie a questo incontro, Zach comprende i segreti del libro scritto dal padre, fino ad individuare il proprio ruolo nella storia.